# Železniška proga Ljubljana–Jesenice–d. m.
Železniška proga Ljubljana–Jesenice–državna meja je ena izmed železniških prog, ki sestavljajo železniško omrežje v Sloveniji.
Začetna železniška postaja je Ljubljana, medtem ko je končna Jesenice. Proga prečka tudi železniški mejni prehod Jesenice.